# نروژ شرقی
نروژ شرقی (به لاتین: Eastern Norway) یک منطقه در نروژ است که در شرق این کشور واقع شده‌است.
این منطقه شامل هشت شهرستان میشود.

## خصوصیات
نروژ شرقی ۹۴٬۵۷۷ کیلومترمربع مساحت و ۲٫۴۵۴٫۷۱۲ نفر جمعیت دارد.